# Piłka siatkowa na Letniej Uniwersjadzie 2025
Piłka siatkowa na Letniej Uniwersjadzie 2025 – dyscyplina rozgrywana w dniach 16 – 24 lipca 2025. W turnieju mężczyzn brało udział 15 reprezentacji, w turnieju kobiet wystartowało 16 reprezentacji.

## Program[2][3]
|  | Eliminacje |  | Finał |

| Konkurencja      | Konkurencja | 16 lipca Środa | 17 lipca Czwartek | 18 lipca Piątek | 19 lipca Sobota | 20 lipca Niedziela | 21 lipca Poniedziałek | 22 lipca Wtorek | 23 lipca Środa | 24 lipca Czwartek |
| ---------------- | ----------- | -------------- | ----------------- | --------------- | --------------- | ------------------ | --------------------- | --------------- | -------------- | ----------------- |
| Turniej mężczyzn |             |                |                   |                 |                 |                    |                       |                 |                |                   |
| Turniej kobiet   |             |                |                   |                 |                 |                    |                       |                 |                |                   |

## Medaliści
| Konkurencja      | Złoto  | Srebro   | Brąz     |
| Turniej mężczyzn | Polska | Brazylia | Włochy   |
| Turniej kobiet   | Włochy | Japonia  | Brazylia |

## Turniej mężczyzn[4]
| Grupa A - Brazylia - Australia - Portugalia - Chińskie Tajpej | Grupa B - Japonia - Czechy - Chile | Grupa C - Polska - Argentyna - Kolumbia - Filipiny | Grupa D - Włochy - Stany Zjednoczone - Niemcy - Korea Południowa |

## Turniej kobiet[5]
| Grupa A - Niemcy - Argentyna - Monako - Chiny | Grupa B - Japonia - Czechy - Francja - Chile | Grupa C - Polska - Brazylia - Hiszpania - Indie | Grupa D - Włochy - Stany Zjednoczone - Australia - Chińskie Tajpej |